# Johannes Keusch
Johannes („Hannes“) Keusch (* 5. Oktober 1912 in Dresden; † 8. Dezember 1973) war ein deutscher Jugendfunktionär (FDJ) und Diplomat. Er war Botschafter der DDR in der Volksrepublik Bulgarien.

## Leben
Keusch, Sohn des Arbeiters Adolf Keusch, besuchte die Volksschule und absolvierte in einem Rechtsanwaltsbüro eine Lehre als Anwaltsgehilfe. Er arbeitete dann als Expedient. Keusch wurde 1927 Mitglied des Zentralverbandes der Angestellten (ZdA) und war bis zu seinem Ausschluss 1928 Leiter der ZdA-Jugendgruppe in Dresden. Anschließend schloss er sich dem Kommunistischen Jugendverband Deutschlands an und leitete eine Schulzelle der Jungkommunisten an einer Dresdner Berufsschule. Er trat 1932 in die Kommunistische Partei Deutschlands (KPD) ein. 
Nach der „Machtergreifung“ der Nationalsozialisten beteiligte sich Keusch am Widerstand und wurde 1933 wegen Vorbereitung zum Hochverrat zu einem Jahr Haft verurteilt. Nach seiner Entlassung arbeitete er als Bilanzbuchhalter und kaufmännischer Angestellter. Im Mai 1941 wurde er zum Kriegsdienst bei der Luftwaffe eingezogen und geriet bei Kriegsende 1945 in amerikanische Kriegsgefangenschaft. Am 30. August 1945 wurde er in München aus der Gefangenschaft entlassen.
Nach seiner Rückkehr arbeitete er zunächst als Landarbeiter. Er schloss sich erneut der KPD an und wurde am 22. Oktober 1945 in der Landesverwaltung Sachsen eingestellt. Nach einigen Wochen übertrug man ihm die Leitung der Versorgungs-Inspekteure für das Land Sachsen in der Abteilung Handel und Versorgung. Am 1. Februar 1946 übernahm er auf Ersuchen des damaligen Landesjugendausschusses eine politische Lehrerstelle an der Landesjugendschule Sachsen in Neukirch/Lausitz. Vom 1. Mai 1946 bis 30. September 1947 war er Leiter der Schule. Keusch war ab 1946 Mitglied der Sozialistischen Einheitspartei Deutschlands (SED) und der Freien Deutschen Jugend (FDJ). Am 1. Oktober 1947 wurde er mit der Bildung der Leitung des Landesjugendamtes der sächsischen Landesregierung beauftragt. Diese Stellung bekleidete er bis November 1949. Für seine Mitarbeit am Aufbau des Landesjugendamtes wurde er am 13. Oktober 1949 als Aktivist ausgezeichnet.
Nach Bildung der ersten DDR-Regierung wurde er am 15. November 1949 zum Leiter des Amtes für Jugendfragen und Leibesübungen beim Ministerrat der DDR ernannt, das dem stellvertretenden Ministerpräsidenten Walter Ulbricht unterstand. Diese Funktion übte er bis zu seiner Ablösung durch Werner Zscheile 1955 aus. Gleichzeitig war er von 1950 bis Mai 1959 (VI. Parlament) Mitglied des Zentralrates der FDJ. Ab 1951 war er Mitglied seines Büros, ab 1954 auch Sekretär des Zentralrates unter anderem für gesamtdeutsche Arbeit. Mit der Bildung des Ausschusses für Deutsche Einheit im Januar 1954 unter Vorsitz von Hans Loch wurde er Mitglied des Ausschusses.

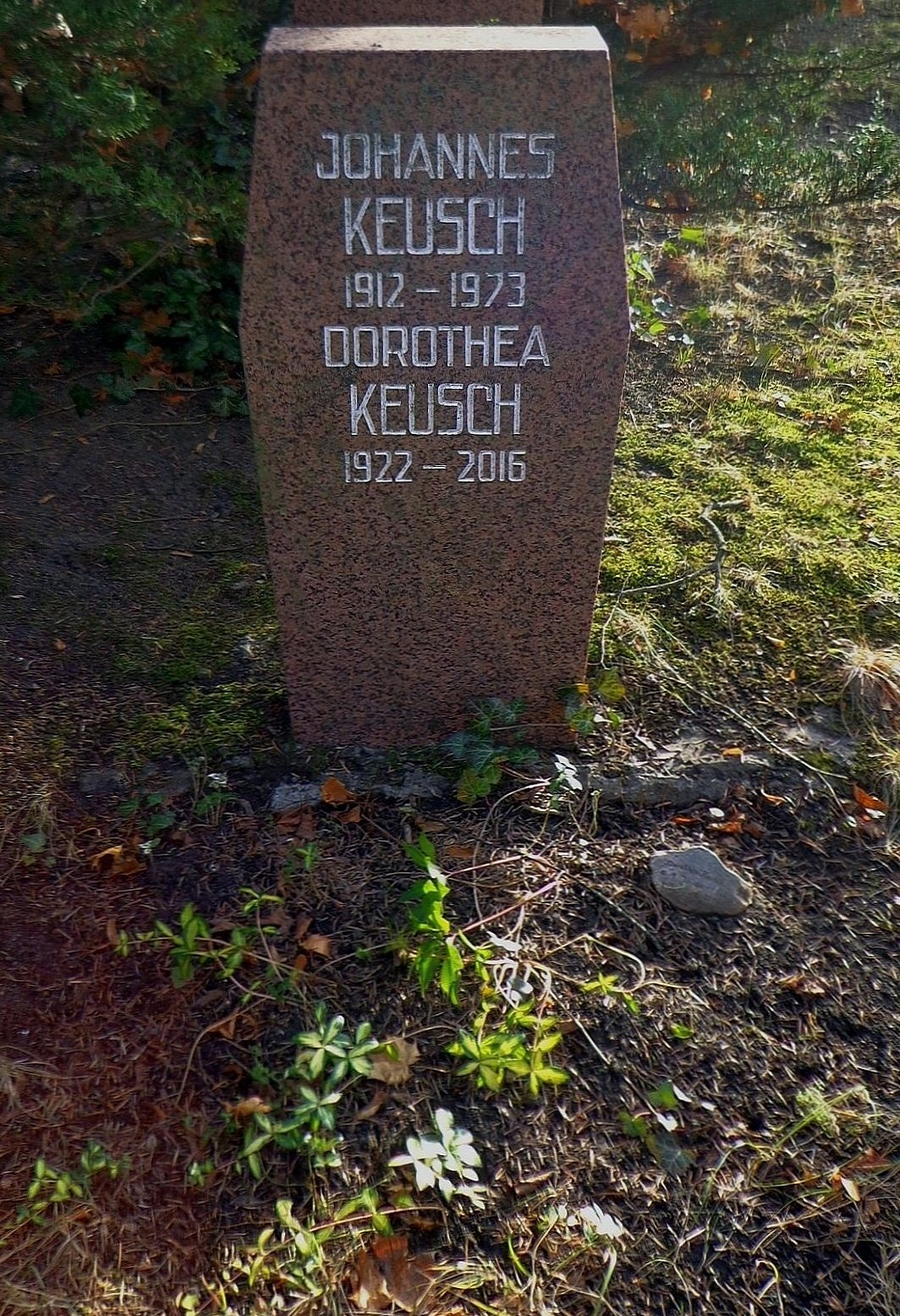
Grabstätte

Von 1959 bis 1961 fungierte er als Sekretär des Kollegiums des Ministeriums für Außen- und Innerdeutschen Handel, war zeitweise auch persönlicher Referent des Ministers. 1961/62 war er Ausbildungskader im Außenhandelsunternehmen (AHU) Transportmaschinen. Am 1. Juni 1962 wurde er politischer Mitarbeiter des Ministeriums für Auswärtige Angelegenheiten der DDR (MfAA). Von Februar 1963 bis Oktober 1970 war Keusch Botschafter der DDR in Sofia und zuletzt Doyen des Diplomatischen Korps in Bulgarien. Anschließend arbeitete er als Arbeitsgruppenleiter bzw. als Abteilungsleiter im Ministerium für Auswärtige Angelegenheiten der DDR. Er war zeitweise Beauftragter des MfAA für die Olympischen Sommerspiele 1972. 
Keusch starb im Alter von 61 Jahren. Seine Urne wurde in der Grabanlage Pergolenweg des Berliner Zentralfriedhofs Friedrichsfelde beigesetzt.

## Auszeichnungen
- 1955 Abzeichen für gutes Wissen in Gold
- 1959 Verdienstmedaille der DDR
- 1965 Vaterländischer Verdienstorden in Bronze und 1972 in Silber
- 1973 Orden „Stern der Völkerfreundschaft“ in Silber

## Werke
- China gestern und heute. Vortrag der zentralen Lektorengruppe der FDJ. Verlag Junge Welt, Berlin 1954.
- Allseitige Beziehungen DDR – Volksrepublik Bulgarien In: Deutsche Außenpolitik, IX (1964), S. 830 ff.
- 25 Jahre sozialistische Revolution in Bulgarien. In: Deutsche Außenpolitik, XIV (1969), S. 1019–1027.